# Kjersti Holmen
Kjersti Holmen (* 8. Februar 1956 in Oslo; † 26. September 2021 ebenda) war eine norwegische Schauspielerin, die durch ihre vielfältigen Auftritte in Theater, Fernsehen und Film bekannt wurde.

## Leben
Holmen debütierte 1980 in dem Stück «Mannfolk» im Oslo Nye Teater. Sie war anschließend ab 1981 am Nationaltheatret tätig und gehörte diesem Haus bis 1992 als feste Mitarbeiterin an. Sie spielte über 20 größere Rollen in verschiedenen Aufführungen am Nationaltheatret. Ihre bekannteste Rolle am Theater hatte sie 1990 in der Rolle der «Emma Klinke» in Den Spanske Flue (Die spanische Fliege). Holmen wurde auch durch ihre Auftritte als Komikerin bekannt, darunter auch in mehreren Revuen zusammen mit Hege Schøyen. Weitere bekannte Auftritte hatte sie im Theater in Rollen wie «Eliza Doolittle» in George Bernard Shaws Pygmalion, in der Hauptrolle von Henrik Ibsens Hedda Gabler und als «Blanche» in Tennessee Williams’ Endstation Sehnsucht.
Holmen wirkte außerdem seit den 1980er Jahren in zahlreichen Film- und Fernsehserien mit. 1985 hatte sie ihren Durchbruch auf der Leinwand in Orions belte und im Fernsehen erlangte sie in der schwedisch-norwegischen Serie Rød snø / Röd snö größere Bekanntheit. In der NRK-Weihnachtsserie Olsenbandens første kupp der norwegischen Olsenbande Junior trat sie 2001 als Gudrun Jensen, die Mutter des Bandenmitglied Kjell, auf. 2006 spielte sie die Rolle der Marichen Altenburg, der Mutter von Henrik Ibsen, in der NRK-Miniserie En udødelig mann, der in der Kindheit und Jugend des Schriftstellers handelte.
Kjersti Holmen erhielt mehrere Auszeichnungen und Preise, so 1983 den Per Aabels ærespris, 1999 den Aase-Bye-Preis und zugleich den Amanda (Filmpreis). Weitere Auszeichnungen bekam sie 1993 für ihre Mitwirkung in dem Film Telegrafisten, nach der gleichnamigen Vorlage Der Telegrafist von Knut Hamsun, und 2000 als beste weibliche Darstellerin in dem Film Sofies Welt und in S.O.S. 2009 wurde sie mit dem Komiprisen in der Kategorie Beste Darstellerin in Revue und Komödie für die Rolle der «Edna» in dem Stück Boeing, Boeing von Marc Camoletti am Dizzie Showteater.
Am 16. November 2009 gab der Königliche Hof bekannt, dass König Harald V. Holmen «für ihre Bemühungen für das norwegische Theater» zum Ritter 1. Klasse des Sankt-Olav-Ordens ernannt hatte. Kjersti Holmen wurde am 21. August 2009 zum zweiten Mal mit dem Amanda (Amandaprisen) ausgezeichnet.
Holmen hatte zwei Kinder mit dem Schauspieler Reidar Sørensen, lebte aber seit einiger Zeit mit dem Schauspieler Sverre Anker Ousdal zusammen.
Im September 2021 starb sie nach langer Krankheit im Osloer Alters- und Pflegeheim Økernhjemmet im Stadtviertel Økern.

## Filmografie (Auswahl)
- 1981: Fleksnes fataliteter (Fernsehserie)
- 1985: Orion’s Belt (Orions belte)
- 1985: Rød snø (Fernsehserie)
- 1987: På stigende kurs
- 1990: Den spanske flue
- 1990: Herman und der König von Belgien (Herman)
- 1990: Smykketyven
- 1993: Telegrafisten
- 1994: Ein Sommer voller Geheimnisse (Ti kniver i hjertet)
- 1994: Bikinisesongen
- 1995: Hører du ikke hva jeg sier!
- 1996: Gåten Knut Hamsun
- 1996: Auf der Jagd nach dem Nierenstein (Jakten på nyresteinen)
- 1998: Der Tod hat eine Postleitzahl (1732 Høtten)
- 1999: Sofies Welt (Sofies verden, Film und Fernsehserie)
- 1999: S.O.S.
- 2000: Ballen i øyet
- 2001: Olsenbandens første kupp
- 2003: Kvinnen i mitt liv
- 2004: Chlorox, Ammonium and Coffee (Salto, salmiakk og kaffe)
- 2005: Elling – Lieb mich morgen (Elling – Elsk meg i morgen)
- 2006: En udødelig mann (Fernsehserie)
- 2006: Die Kunst des negativen Denkens (Kunsten å tenke negativt)
- 2006: Lullaby (Kurzfilm)
- 2008: Max Manus
- 2009: En god nummer to (Fernsehserie)
- 2009: Stadtneurosen (Upperdog)
- 2010: Nachtschatten (Maskeblomstfamilien)
- 2010: Ein Mann von Welt (En ganske snill mann)
- 2011: Mennesker i solen